# Strictly 4 My N.I.G.G.A.Z.
Strictly 4 My N.I.G.G.A.Z. is het tweede album van de Amerikaanse rapper 2Pac. De afkorting N.I.G.G.A. staat voor Never Ignorant Getting Goals Accomplished. Het album zou eerst Troublesome 21 gaan heten, maar uiteindelijk werd besloten om dit te veranderen.
Er kwamen vier singles van dit album: Holla If Ya Hear Me, I Get Around, Keep Ya Head Up en Papa'z Song. Hiervan was I Get Around de succesvolste met een 11e plaats in de Billboard Hot 100. Het album zelf haalde de 24e plaats in de albumlijst.

## Tracklist
1. Holla If Ya Hear Me - 4:38
2. Pac's Theme - 1:56
3. Point the Finga - 4:25
4. Something 2 Die 4 - 2:43
5. Last Wordz - 3:36
6. Souljah's Revenge - 3:16
7. Peep Game - 4:28
8. Strugglin' - 3:33
9. Guess Who's Back - 3:06
10. Representin' 93 - 3:34
11. Keep Ya Head Up - 4:22
12. Strictly 4 My N.I.G.G.A.Z. - 5:55
13. The Streetz R Deathrow - 3:26
14. I Get Around - 4:18
15. Papa'z Song - 5:26
16. 5 Deadly Venomz - 5:13

## Charts
| Jaar | Album                      | Hoogste positie | Hoogste positie    |
| Jaar | Album                      | Billboard 200   | R&B/Hip Hop Albums |
| 1993 | Strictly 4 My N.I.G.G.A.Z. | #24             | #4                 |